# Estación de Mieres-Puente
Mieres-Puente (Mieres del Camín, según la nomenclatura de Renfe) es una estación de ferrocarril situada en el municipio español de Mieres, en el Principado de Asturias. Dispone de servicios de Larga y Media Distancia. Forma parte también de la línea C-1 de Cercanías Asturias.
Es la principal estación del concejo de Mieres.

## Situación ferroviaria
La estación se encuentra en el punto kilométrico 120,275 de la línea férrea de ancho ibérico que une Venta de Baños con Gijón a 217 metros de altitud. El tramo es de vía doble y está electrificado.

## Historia
La estación de Mieres fue abierta al tráfico el 23 de julio de 1874 con la puesta en marcha del tramo Pola de Lena-Gijón de la línea que posteriormente uniría León con Gijón. La construcción del tramo fue obra de la Compañía de Ferrocarril del Noroeste de España aunque la línea fue completada por la Compañía de los Ferrocarriles de Asturias, Galicia y León creada para continuar con las obras tras la quiebra de la Noroeste. Sin embargo su situación financiera no fue mucho mejor que la de su antecesora y en 1885 acabó siendo absorbida por Norte. En 1941, la nacionalización del ferrocarril en España supuso la desaparición de esta última y su integración en la recién creada RENFE.
Desde el 31 de diciembre de 2004 Renfe Operadora explota la línea mientras que Adif es la titular de las instalaciones ferroviarias.
La estación se construyó en la margen izquierda del río Caudal, del otro lado de la villa de Mieres del Camino, de su vega y de las minas de carbón. Dicho emplazamiento fue resultado de la oposición vecinal a que el ferrocarril discurriera por la vega. La vía cruza el río Caudal a la salida de la estación de Santullano y se mantiene en la margen izquierda hasta las inmediaciones del túnel bajo El Padrún. Situada en el camino a Seana, la estación inició su servicio de viajeros con un tendejón de madera como edificio provisional.
Debido a la lejanía de la villa, el ayuntamiento inició en 1876 la construcción de una carretera y un puente sobre el río Caudal, para conectar el centro urbano con la estación. El puente, inicialmente de madera, recibió el nombre popular de «la Perra», en referencia a la perra gorda, debido a las tasas que el ayuntamiento cobraba por cruzar el puente.
El edificio provisional fue sustituido por un edificio que aún se conserva, más alejado del puente de la Perra, que a su vez fue sustituido por el actual, de 1955, todavía más alejado. Debido a esta lejanía, se construyó un apeadero a 300 m de la estación de Mieres pero más próximo al puente, que fue bautizado como Mieres-Puente y que entró en servicio el 24 de junio de 1962.  Con el paso del tiempo, el apeadero fue contando con más servicios para viajeros —en agosto de 1971 ya contaba con bar-cafetería—  hasta el abandono de todos los servicios de viajeros en la estación de Mieres.
En octubre de 2011, el ayuntamiento de Mieres aprobó una moción para solicitar a RENFE el cambio del nombre de Mieres-Puente a Mieres del Camín, topónimo oficial de la localidad. El ayuntamiento consideró que, al ser la única parada, dejaba de tener sentido la denominación de Mieres-Puente.

## Servicios ferroviarios

### Larga distancia
En la estación de Mieres-Puente efectúan parada varios servicios Alvia al día por sentido que la unen con Valladolid, León o Madrid. También paran en la estación los Alvia Gijón - Vinaroz y Gijón - Alicante. Desde Mieres-Puente también es posible ir a ciudades como Burgos, Vitoria, Pamplona, Zaragoza o Barcelona mediante un enlace en León.

### Media distancia
Los servicios de Media Distancia de Renfe que tienen parada en la estación enlazan las ciudades de León, Oviedo y Gijón. La frecuencia es de 2 trenes diarios por sentido de lunes a viernes, mientras que los fines de semana solo circula un tren por sentido.

### Cercanías
Forma parte de la línea C-1 de Cercanías Asturias. La unen con Gijón y Oviedo trenes cada 30 minutos los días laborables, mientras que los sábados, domingos y festivos la frecuencia se reduce a una hora. En las horas punta se operan servicios Civis que paran solo en las principales estaciones del trayecto y reducen considerablemente los tiempos de viaje. Hacia Puente de los Fierros solo continúan una decena de trenes que se reducen a seis los fines de semana porque el resto de trenes finalizan su trayecto en la estación de Pola de Lena.
La duración del viaje es de unos 20 minutos a Oviedo y de 50 minutos hasta Gijón en el mejor de los casos.